# Mausoleum der Familie von Hoym
Das Mausoleum der Familie von Hoym im polnischen Brzeg Dolny bei Breslau wurde von 1800 bis 1802 im Schlosspark des damaligen Dyhernfurth errichtet. Es gilt als einziges erhaltenes Bauwerk das Architekten Friedrich Gilly. Der Hauptansicht nach ein viersäuliger dorischer Prostylos und als klassische Tempelanlage konzipiert, diente das Gebäude bis Januar 1945 als Begräbnisstätte der Familie von Hoym. Durch Kriegseinwirkungen und andere Zerstörungen ist es heute eine Ruine.

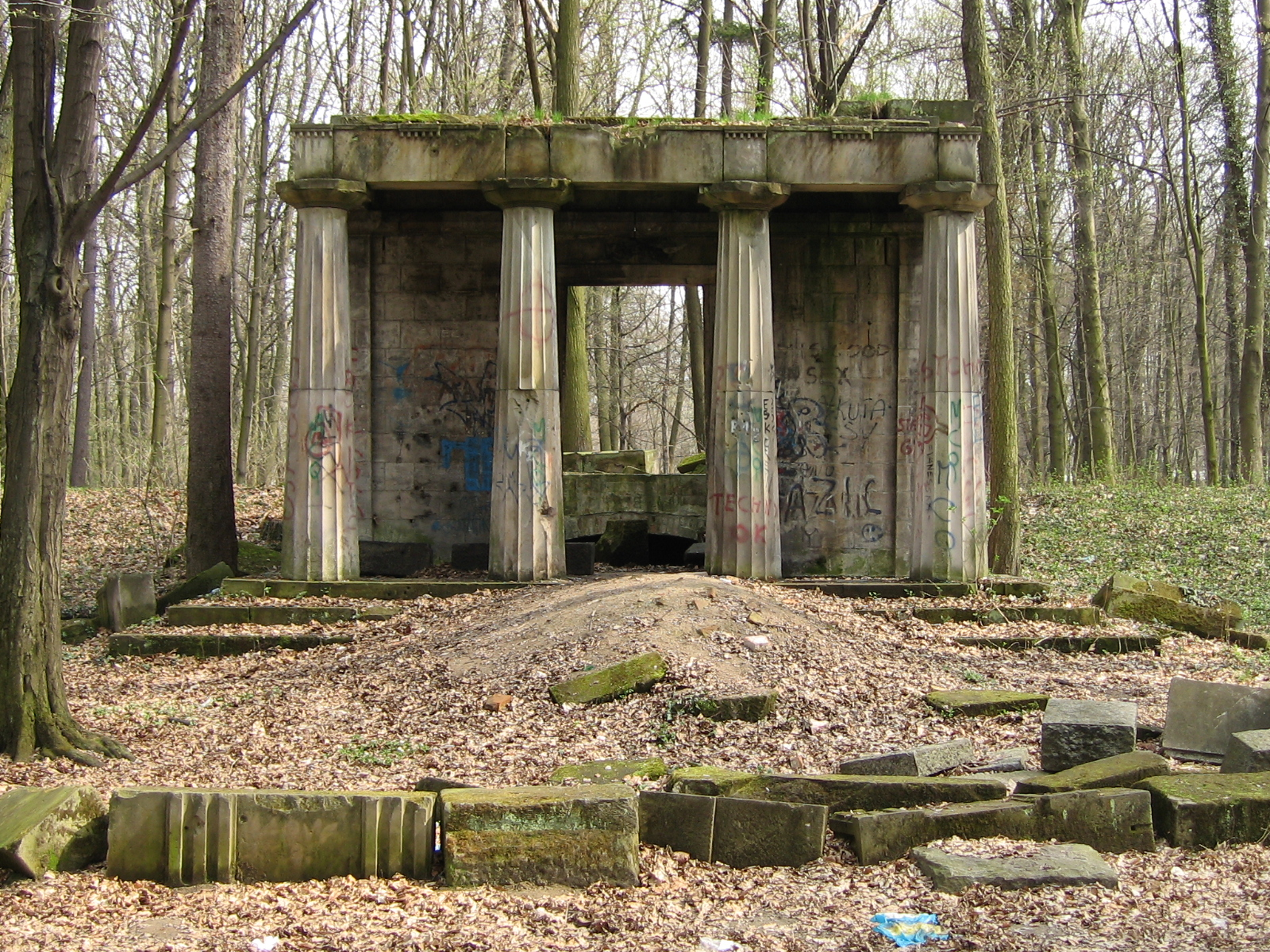
Mausoleum der Familie von Hoym, Portikus

## Geschichte

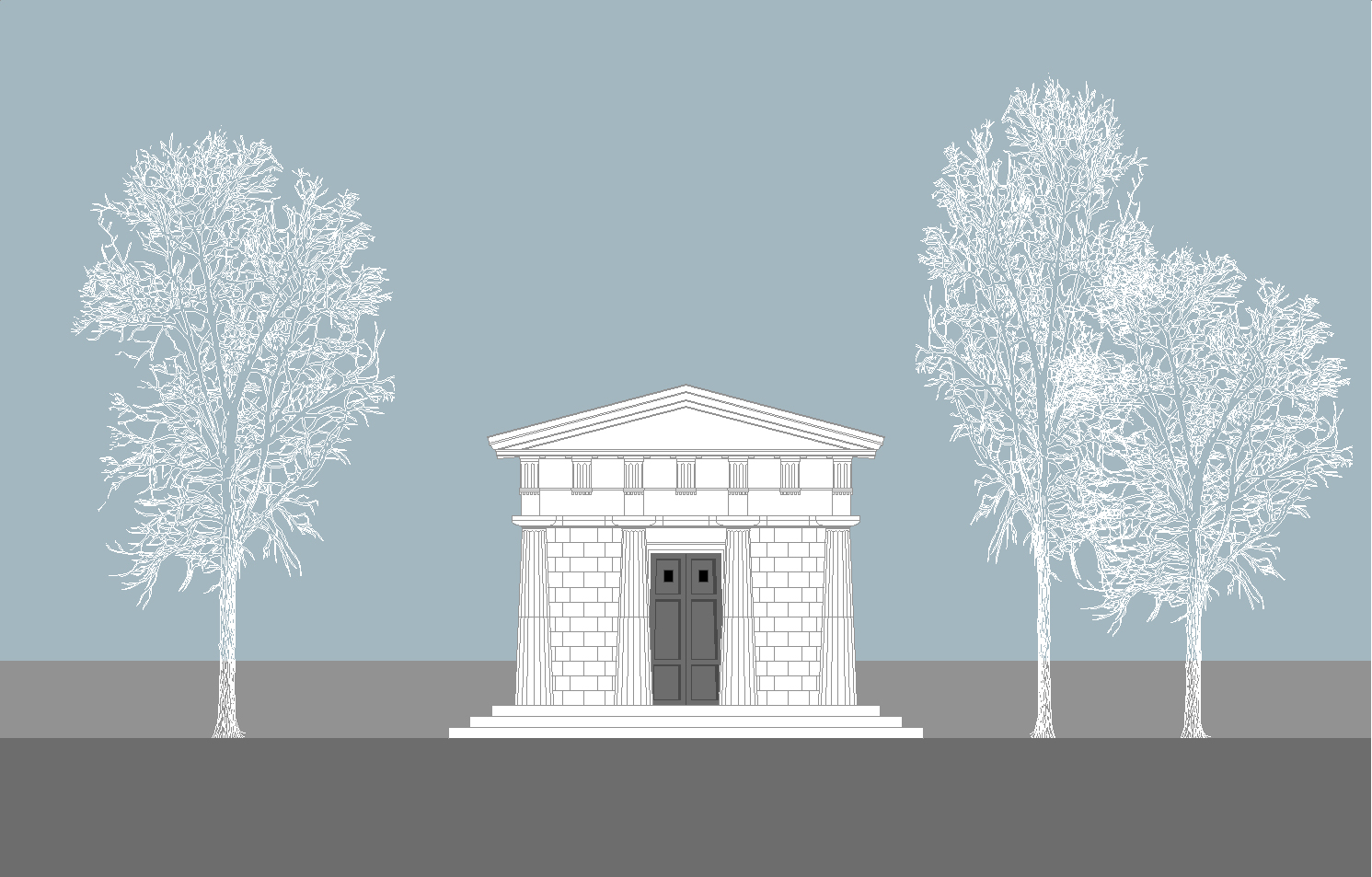
Mausoleum der Familie von Hoym, Ansicht SW

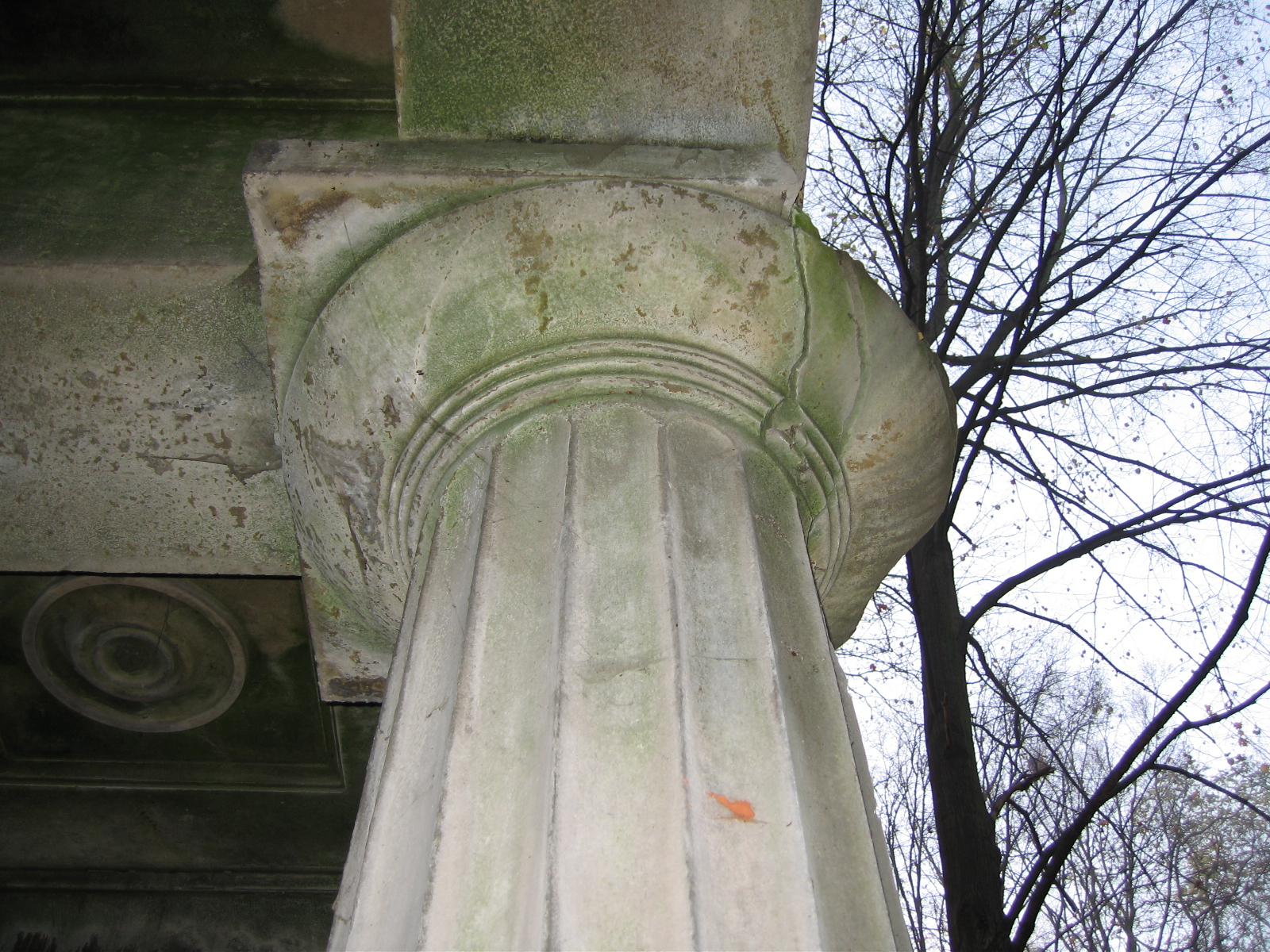
Detail

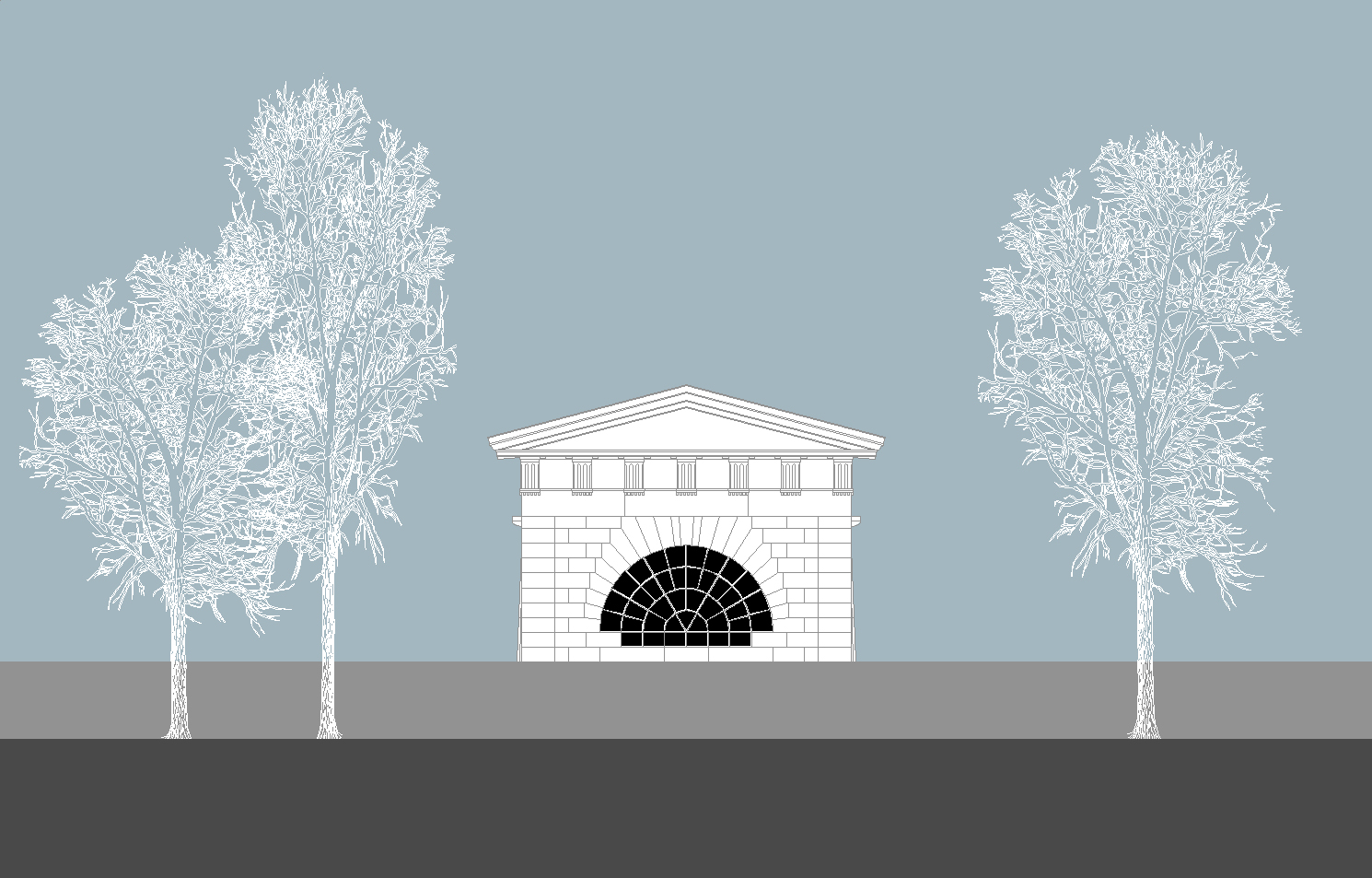
Ansicht NO

Der Bau liegt in einem weiträumigen waldreichen Landschaftspark. Der berühmte englische Garten gehörte zu den ersten dieser Art in Schlesien und war von Carl Gotthard Langhans für den dirigierenden Minister Karl Georg Heinrich von Hoym (1739–1807) Ende des 18. Jahrhunderts angelegt worden. Anlass zum Mausoleumsbau war der frühe Tod der ältesten Tochter des Grafen Hoym, Antoinette Wilhelmine Gräfin von Maltzan, am 27. November 1799. Sie war verheiratet mit Joachim Alexander Graf von Maltzan und galt als erste rechtmäßige Erbin von Dyhernfurth, da es dem Minister gestattet worden war, die Herrschaft Dyhernfurth als Fideikommiss zu erklären. Ein Denkstein mit Inschrift am Sockel – einst in der Mittelachse vor dem Mausoleum aufgestellt – war von dem Grafen Maltzan seiner verstorbenen Gattin gewidmet.
Der „Ruhetempel“ ist in einer vermutlich zweifachen Funktion zu verstehen: als Grablege für die verstorbene Tochter, aber auch als Besinnungs- und Andachtsort für die Eltern und Anverwandten. Denn Graf und Gräfin Hoym hatten offenbar Gilly bestimmt, ihre Grabstätten bei der Gestaltung des Inneren zu vergegenwärtigen. Gilly hatte in der Mitte der Seitenwände unter einer großen Segmentnische zwei mächtige Steinsarkophage errichten lassen. Die absolut symmetrische Gestaltung erlaubt nur den Rückschluss, dass diese den Stammeltern zugedacht waren. Die heute deckellosen, relativ dünnwandigen Steinsarkophage waren aber vermutlich nur Schausarkophage. Die eigentlichen Grablegen befanden sich in der großen Mausoleumsgruft auf der Rückseite des Tempels, die sich als gemauertes Tonnengewölbe quer unter einem Hügel erstreckt.
Das durch Verdoppelung zum bestimmenden Raumcharakter erklärte Motiv des unter einem Bogen eingestellten Sarkophags hatte Gilly in seinen Entwürfen – als Nische, aber auch als Tonnengewölbe mit dem Sarkophag am Raumende – schon vielfach variiert. Als Baustoff wurde ein kleinkörniger schlesischer Kreidesandstein verwendet. Dieses für einen Quaderbau ohne Mörtel im Sinne Alois Hirts „nach Art der Alten“ hervorragend geeignete Material erlaubte einen annähernd fugenlosen Mauerverband, wie ihn Gilly oft mit spitzester Feder in seinen Entwürfen eingezeichnet hat.

## Konstruktion

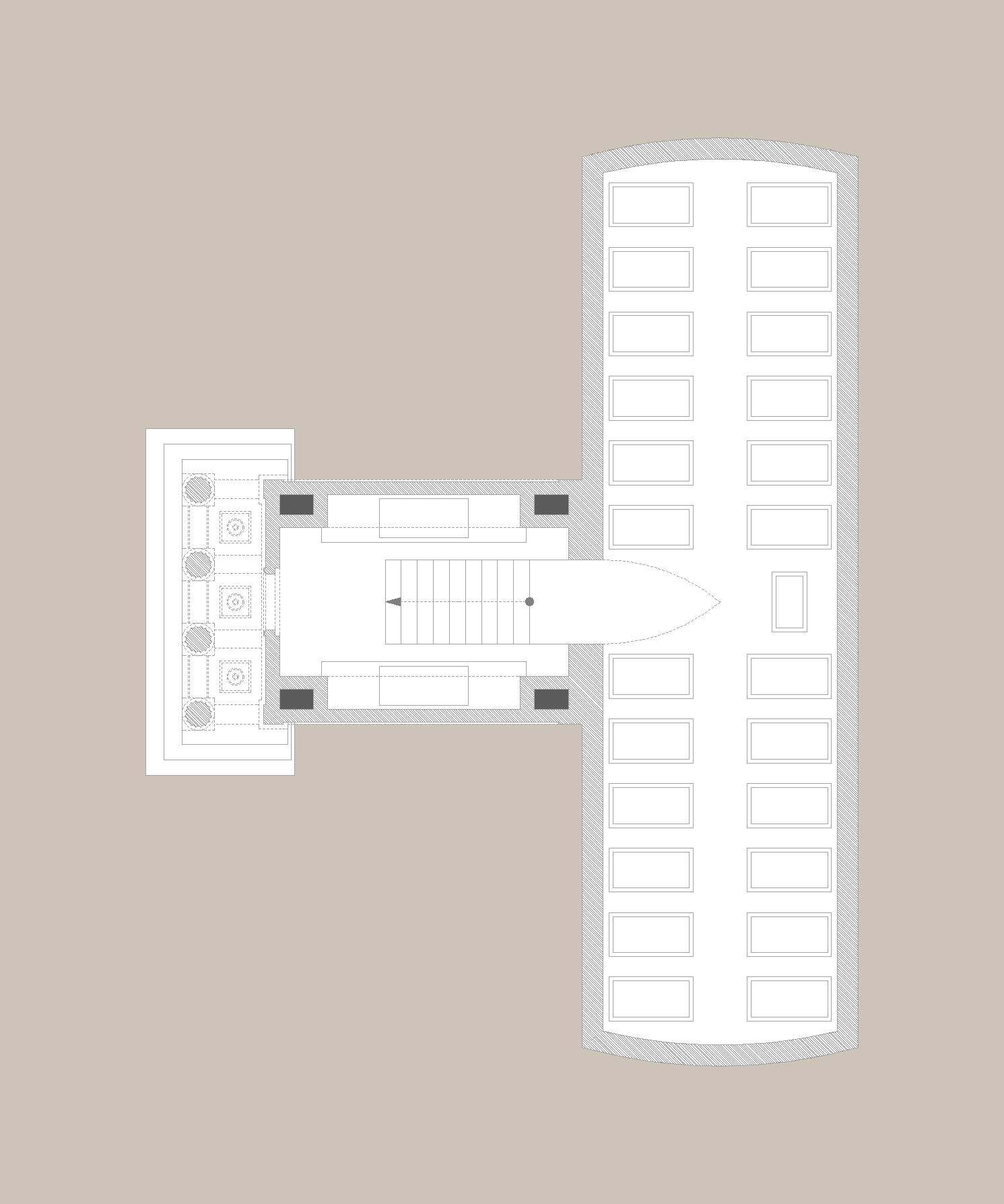
Grundriss

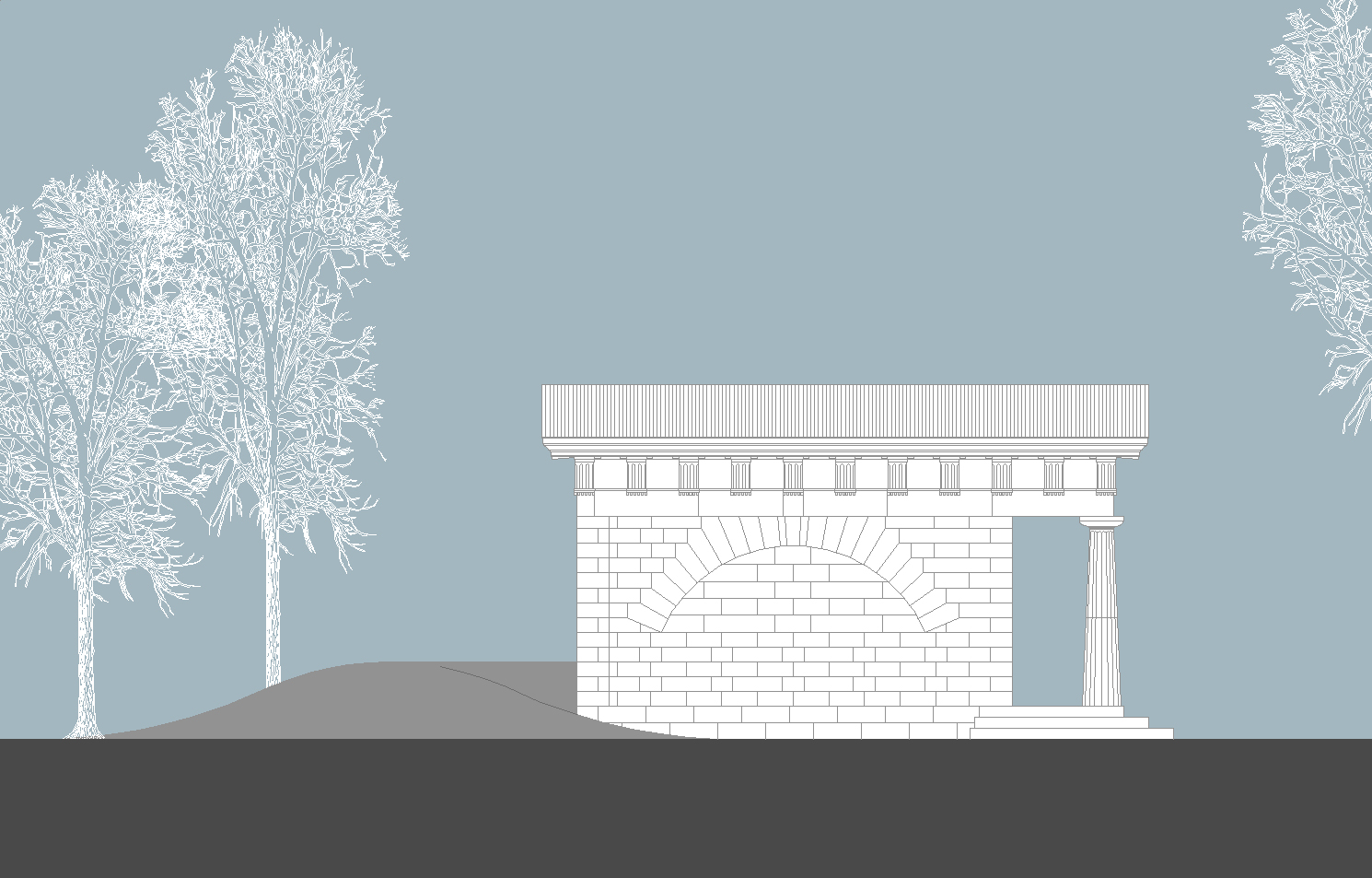
Ansicht NW

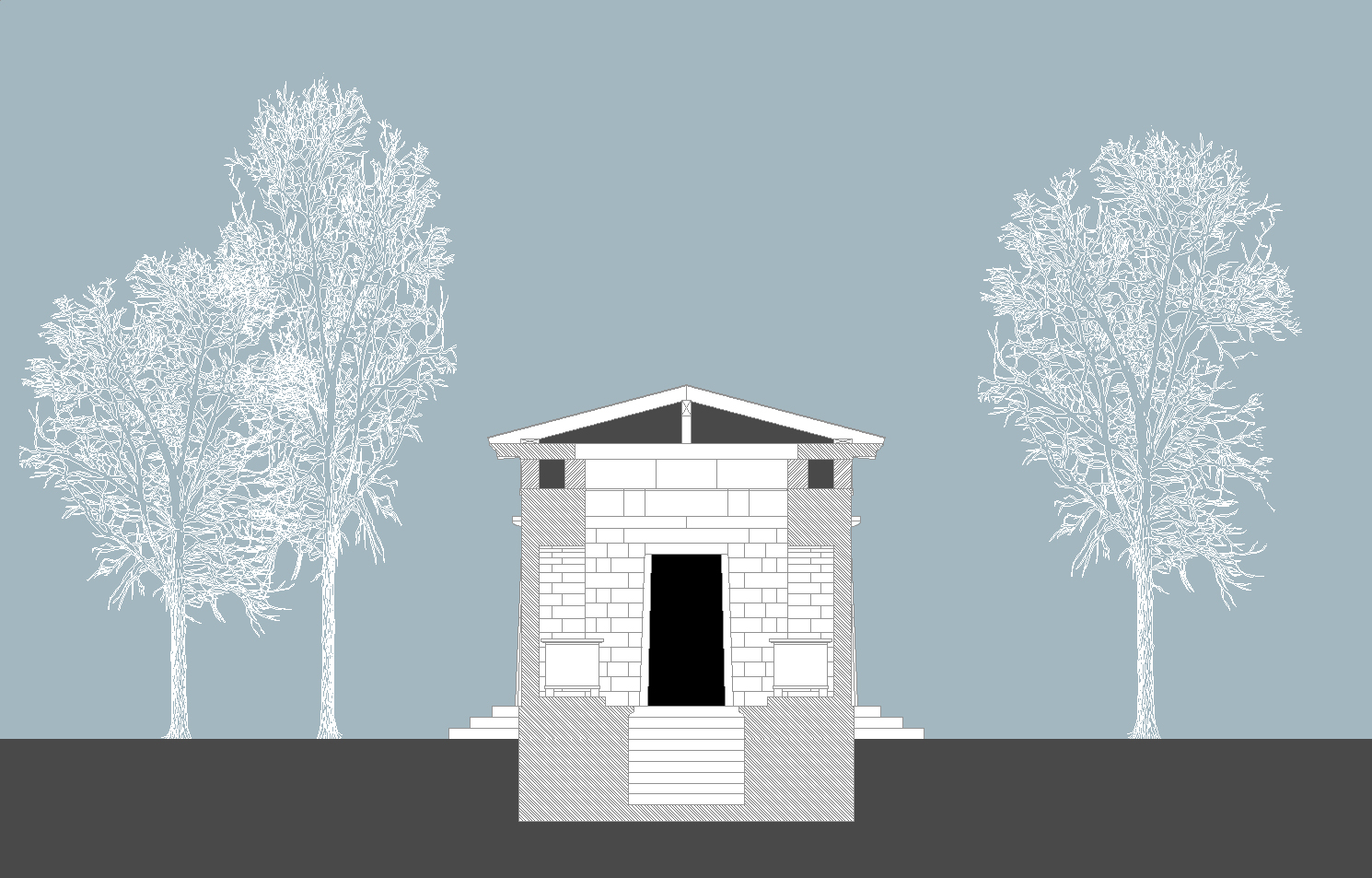
Schnitt A

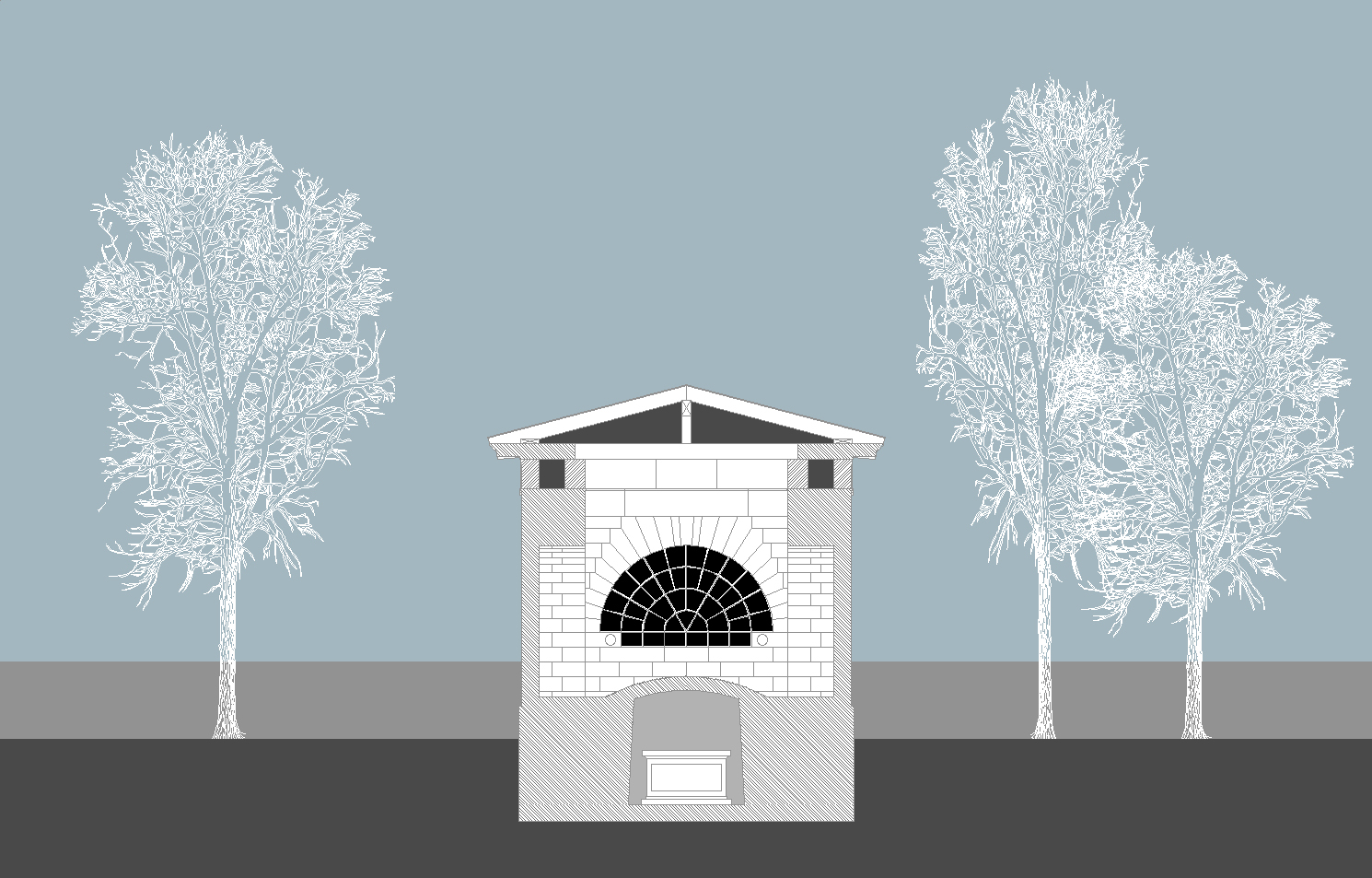
Schnitt B

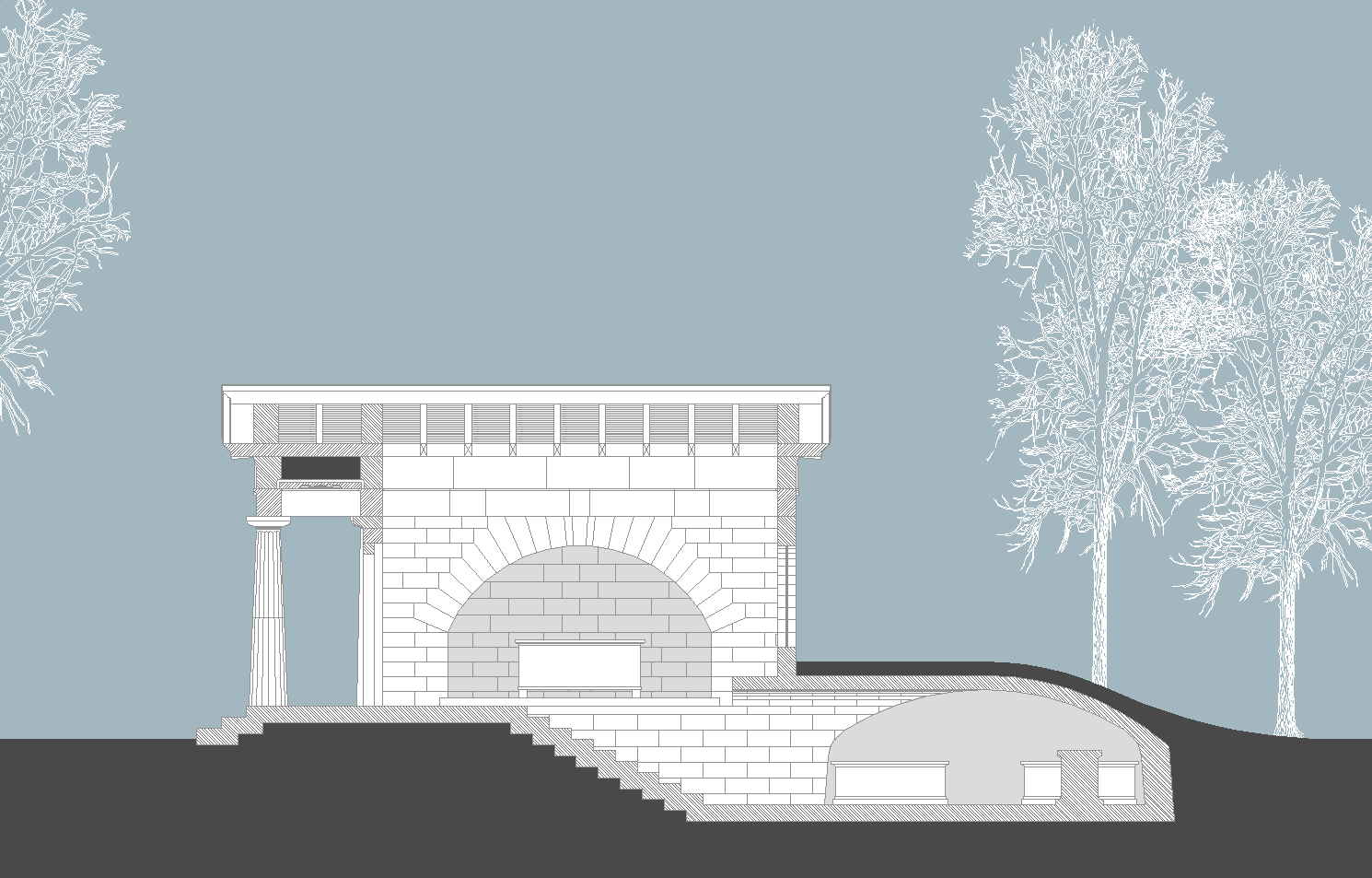
Schnitt C

Das Mausoleum ist ein dorischer viersäuliger Prostylos, gefügt aus massiven Sandsteinquadern. Die vier Säulen stehen ohne Basis auf dem Stylobat. Der Portikus ist mit einer dreiteiligen steinernen Kassettendecke ausgestattet. Die Quader der Mauern sind in schichtenweisem Wechsel der Lagen als Läufer und Binder aufgeschichtet, mit einem Versatz der Stoßfugen von Lage zu Lage. Auf eine Verklammerung mit Eisenklammern und Bolzen lassen Vertiefungen in etlichen Steinen schließen. Auch eine zweischalige Konstruktion der Läuferquader darf auf Grund der zweischaligen Konstruktion des zu Teilen erhaltenen Frieses vermutet werden. Die Fugen zwischen den Quadern sind äußerst fein und nur an wenigen Stellen – offenbar zum Ausgleich von Ungenauigkeiten – mit Mörtel ausgefüllt. Über einen Abgang im Innern des Tempels, der durch die Rückwand unterhalb des Bogenfensters verläuft, erschließt sich die außerhalb gelegene Gruft.
Der Innenraum ist quer zur Längsachse des Gebäudes symmetrisch durch zwei Segmentbogennischen gegliedert. Die Segmentbögen zeichnen sich auch an den äußeren Längswänden im Mauerwerksverband ab. Jeder der zwei Segmentbögen besteht aus zwanzig Keilsteinen und einem Schlussstein, der etwa die doppelte Breite eines Keilsteines hat. Vierzehn der Keilsteine sind mit den Mauerquadern verzahnt, die restlichen stoßen gegen den Architrav. In den Nischen stehen heute noch Reste zweier Sarkophage. In der Rückwand befindet sich ein Rundbogen, der eine eiserne Fensterkonstruktion aufnimmt. Dieser Rundbogen ist nach Art der Segmentbögen konstruiert und besteht aus der gleichen Anzahl von Keilsteinen.
Die Jochweiten beim Mausoleum – die Entfernung zweier Säulen in ihren Achsen – sind in zwei kleinere äußere und in eine größere mittlere untergliedert. Dabei entspricht die mittlere Jochweite der Summe von zwei Metopen und zwei Triglyphenbreiten. Durch die größere Breite der Eckmetopen und die kleinere äußere Jochweite bedingt, sitzen die Ecktriglyphen außerhalb der gemeinsamen Symmetrieachse von Ecksäule und Architrav. Dies entspricht der archaischen dorischen Ecklösung.
Die Säulen sind ähnlich den archaischen Säulen gestaltet, das heißt ohne Entasis – eine für Gilly typische Form, die den Säulen eine optische Starrheit verleiht und in Verbindung mit dem geometrischen Verhältnis der Säulendurchmesser zueinander gesehen werden muss. Der obere Durchmesser der Säulen ergibt sich nämlich aus dem im unteren Durchmesser eingeschriebenen Quadrat. Die Anzahl der sechzehn Kanneluren ergibt sich aus dem Teilungsverhältnis zweier dem unteren Säulendurchmesser eingeschriebenen Quadrate. Der Säulenschaft ist jeweils aus zwei Säulentrommeln zusammengesetzt.
Alste Oncken kommentierte die Proportionen des Mausoleums in ihrer Dissertation wie folgt: „Die Gedrungenheit und dabei die starke Verjüngung der Säulen, die Schwere des Gebälks und des Geisons, und die biegsame Kraft der reinen Formen verleihen diesem Bau unter all seinen zahlreichen Gefährten in den Parks der Zeit das eigene Gesicht.“

## Denkmalschutz
Das Mausoleum wurde am 17. Februar 1984 unter A/2613/516/W in das Verzeichnis der Baudenkmäler der Woiwodschaft Niederschlesien eingetragen.

## Geplanter Wiederaufbau

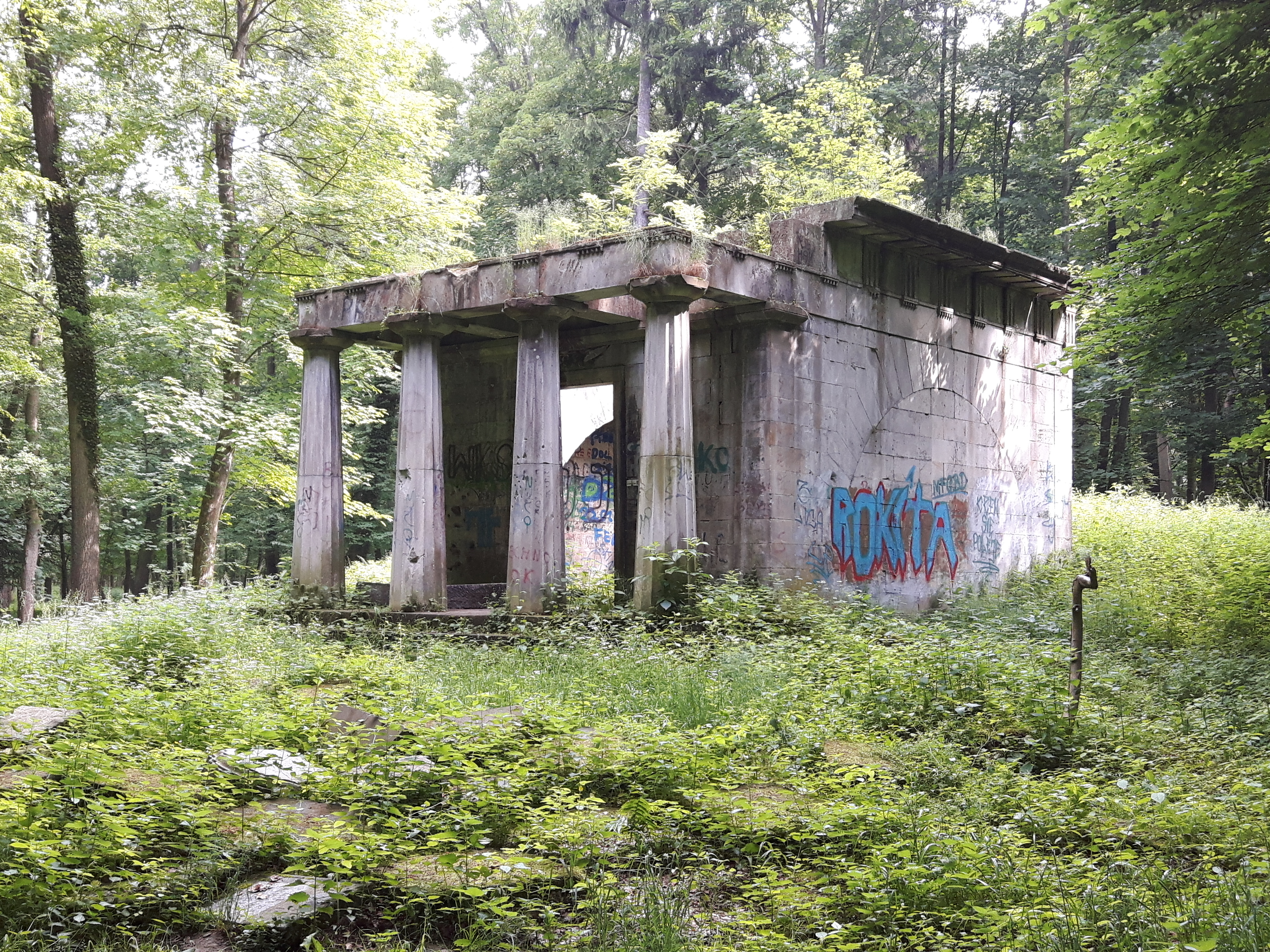
Mausoleum der Familie von Hoym in Dyhernfurth (2016).

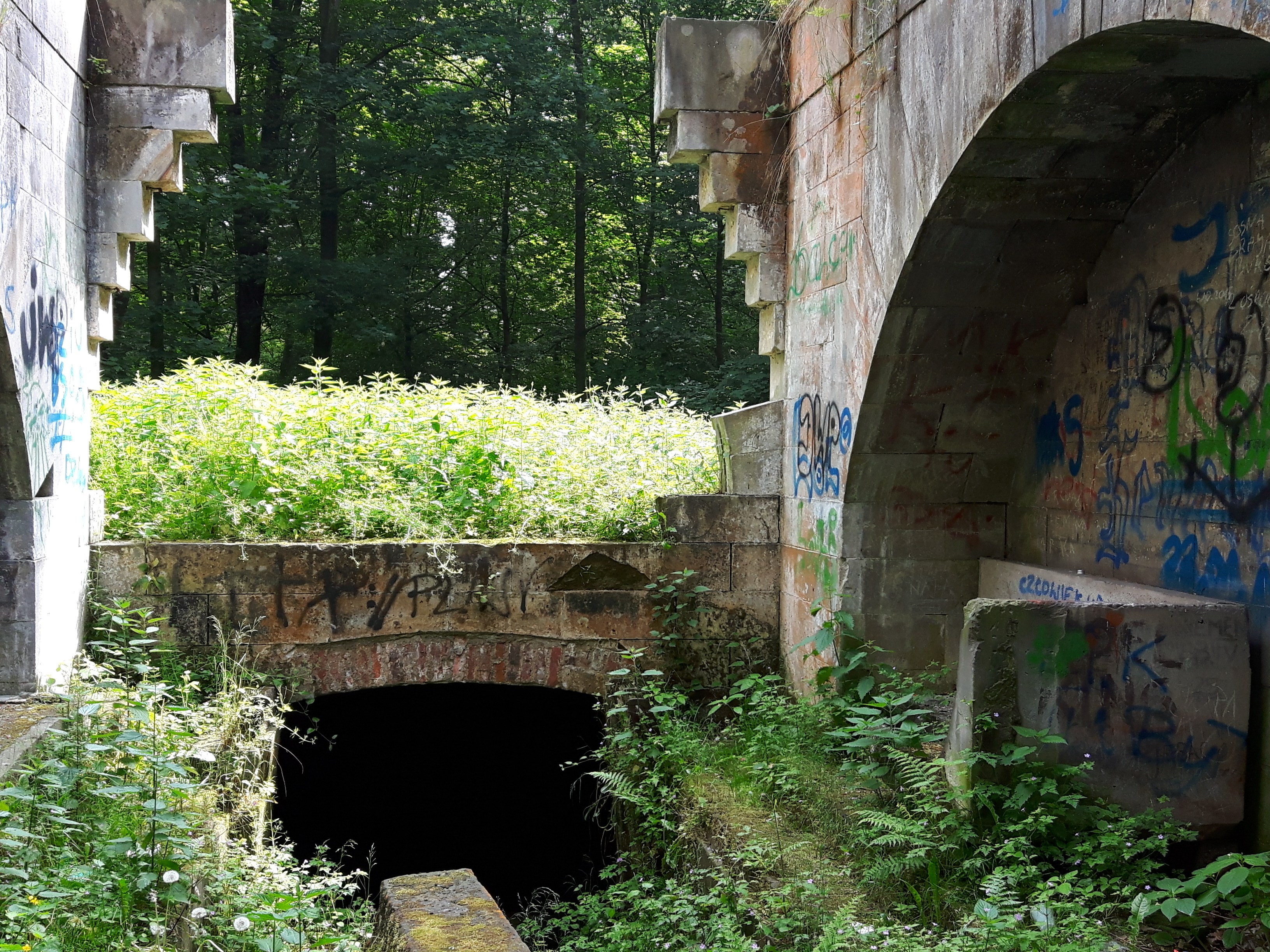
Mausoleum der Familie von Hoym in Dyhernfurth (2016).

Die im Jahr 2006 durch die Kunsthistorikerin Hella Reelfs (1928–2006) und den Architekten Eiko Behrens gegründete Friedrich Gilly Gesellschaft initiierte ein Projekt zur wissenschaftlichen Erforschung, Sicherung und Restaurierung der Ruine. Am 6. Februar 2009 übertrug die Stadt Brzeg Dolny das Grundstück und die Ruine des Mausoleums an die Friedrich Gilly Gesellschaft. Die Gesellschaft wurde 2014 aufgelöst.